# Rally Osona
El Rally Osona es una prueba automovilística de rally que se organiza desde 1969 por la Escudería Osona en la comarca de mismo nombre en Barcelona, España. Fue puntuable para el Campeonato de España de Rally entre 1989 y 1992, desde 1993 forma parte nuevamente del Campeonato de Cataluña de Rally.

## Palmarés
| Año  | Edición           | Piloto                  | Copiloto                  | Vehículo                    | Series |
| ---- | ----------------- | ----------------------- | ------------------------- | --------------------------- | ------ |
| 1969 | 1.º Rally Osona   | Ramón Juanou            | Josep March               | Porsche 911 S               |        |
| 1970 | 2.º Rally Osona   | Francisco Torremeder    | José María Clot           | Alpine Renault A110-1600    |        |
| 1971 | 3.º Rally Osona   | Josep María Fernández   | Josep Adell               | Porsche 914                 |        |
| 1972 | 4.º Rally Osona   | Salvador Servià         | Víctor Sabater            | SEAT 124-1600               |        |
| 1973 | 5.º Rally Osona   | Ramón Serra             | Jordi "Chi" Viñas         | Porsche 911 S               |        |
| 1974 | 6.º Rally Osona   | Salvador Servià         | Josep Lluís Viñas         | SEAT 1430-1600              |        |
| 1975 | 7.º Rally Osona   | Josep Maria Fernández   | Alfred Cortel             | Porsche 911 Carrera         |        |
| 1976 | 8.º Rally Osona   | Josep María Fernández   | Alfred Cortel             | Porsche 911 Carrera         |        |
| 1977 | 9.º Rally Osona   | Claudi Caba             | Joan Aymamí               | Porsche Carrera             |        |
| 1978 | 10.º Rally Osona  | Carles Santacreu        | Antoni Santacreu          | Porsche Carrera             |        |
| 1979 | 11.º Rally Osona  | Claudi Caba             | Jordi Pons                | Porsche 911 SC              |        |
| 1980 | 12.º Rally Osona  | Claudi Caba             | Joan Aymamí               | Porsche 911 SC              |        |
| 1981 | 13.º Rally Osona  | Jaume Pons              | Francesc Grané            | Opel Ascona 2000 SR         |        |
| 1982 | 14.º Rally Osona  | Joan Bayó               | Joan Molina               | Talbot Sunbeam Lotus        |        |
| 1983 | 15.º Rally Osona  | Jaume Pons              | Josep Autet               | Renault 5 Turbo             |        |
| 1984 | 16.º Rally Osona  | Antonio Zanini          | Josep Autet               | Ferrari 308 GTB             |        |
| 1985 | 17.º Rally Osona  | Domènec García          | Alfons Tesón              | Talbot Sunbeam Lotus        |        |
| 1986 | 18.º Rally Osona  | Marcel.lí Boy           | Jordi Raurell             | Talbot Sunbeam Lotus        |        |
| 1987 | 19.º Rally Osona  | Rafael Martorell        | Gràcia Bou                | Peugeot 205 GTI             | Copa   |
| 1988 | 20.º Rally Osona  | José María Ponce        | Antonio Sarmiento         | BMW M3                      | Copa   |
| 1989 | 21.º Rally Osona  | Jesús Puras             | Tomás Aguado              | Ford Sierra RS Cosworth     | España |
| 1990 | 22.º Rally Osona  | Josep Bassas            | Antonio Rodríguez         | BMW M3                      | España |
| 1991 | 23.º Rally Osona  | Josep María Bardolet    | Antonio Rodríguez         | Ford Sierra RS Cosworth 4x4 | España |
| 1992 | 24.º Rally Osona  | Jesús Puras             | José Arrarte              | Lancia Delta HF Integrale   | España |
| 1993 | 25.º Rally Osona  | Jaume Pons              | Josep Autet               | BMW M3                      |        |
| 1994 | 26.º Rally Osona  | Domènec García          | Néstor Expósito           | BMW M3                      |        |
| 1995 | 27.º Rally Osona  | Jordi Ventura Manté     | Joan Sureda Castanye      | SEAT Ibiza 1.8 16V          |        |
| 1996 | 28.º Rally Osona  | Jordi Ventura Manté     | Oriol Julià Pascua        | SEAT Ibiza Kit Car          |        |
| 1997 | 29.º Rally Osona  | Jordi Ventura Manté     | Oriol Julià Pascua        | SEAT Ibiza Kit Car          |        |
| 1998 | 30.º Rally Osona  | David Guixeres Pinsach  | Albert Pifarrer           | Citroën Saxo Kit Car        |        |
| 1999 | 31.er Rally Osona | David Guixeres Pinsach  | Jordi Mercader Ferrero    | Citroën Saxo Kit Car        |        |
| 2000 | 32.º Rally Osona  | Jordi Ventura Manté     | Oriol Julià Pascua        | SEAT Ibiza Kit Car          |        |
| 2001 | 33.º Rally Osona  | Joaquim Camps Grau      | Sergi Villalvilla Vida    | Mitsubishi Lancer Evo VI    |        |
| 2002 | 34.º Rally Osona  | Joaquim Camps Grau      | Sergi Villalvilla Vida    | SEAT Córdoba WRC            |        |
| 2003 | 35.º Rally Osona  | Josep María Membrado    | Jordi Vilamala Romeu      | Renault Clio S1600          |        |
| 2004 | 36.º Rally Osona  | Josep María Membrado    | Jordi Vilamala Romeu      | Renault Clio S1600          |        |
| 2005 | 37.º Rally Osona  | Josep María Membrado    | Jordi Vilamala Romeu      | Renault Clio S1600          |        |
| 2006 | 38.º Rally Osona  | Josep María Membrado    | Jordi Vilamala Romeu      | Renault Mégane Maxi         |        |
| 2007 | 39.º Rally Osona  | Josep María Membrado    | Jordi Vilamala Romeu      | Renault Mégane Maxi         |        |
| 2008 | 40.º Rally Osona  | Josep María Membrado    | Jordi Vilamala Romeu      | Renault Mégane Maxi         |        |
| 2009 | 41.º Rally Osona  | Xevi Pons               | Alex Haro                 | Porsche 911 GT3 RS          |        |
| 2010 | 42.º Rally Osona  | Albert Orriols Armengou | Manel Muñoz Castilla      | Mitsubishi Lancer Evo X     |        |
| 2011 | 43.º Rally Osona  | Josep María Membrado    | Josep Ramón Ribolleda Bel | Mitsubishi Lancer Evo X     |        |
| 2012 | 44.º Rally Osona  | Jordi Gaig Sardá        | Aleix Astudillo Facundo   | Porsche 911 GT3             |        |
| 2013 | 45.º Rally Osona  | Xevi Pons               | Xavi Amigo                | Mitsubishi Lancer Evo X     |        |
| 2014 | 46.º Rally Osona  | Josep María Membrado    | Jordi Vilamala            | Porsche 997 GT3 RS 3.6      |        |
| 2015 | 47.º Rally Osona  | Albert Orriols          | Lluís Pujolar             | Porsche 997 GT3 RS 3.6      |        |
| 2016 | 48.º Rally Osona  | Josep María Membrado    | Jordi Vilamala            | Ford Fiesta R5              |        |
| 2017 | 49.º Rally Osona  | Josep María Membrado    | Jordi Vilamala            | Ford Fiesta R5              |        |
| 2018 | 50.º Rally Osona  | Albert Orriols          | Lluis Pujolar             | Ford Fiesta RS WRC          |        |
| 2019 | 51.º Rally Osona  | José Luis García        | Jordi Forcada             | Citroën DS3 N5              |        |
| 2021 | 52.º Rally Osona  | Albert Orriols          | Lluis Pujolar             | Škoda Fabia R5              |        |